# Loguivy-Plougras
Loguivy-Plougras (bretonisch: Logivi-Plougraz) ist eine französische Gemeinde mit 788 Einwohnern (Stand: 1. Januar 2022) im Département Côtes-d’Armor in der Region Bretagne; sie gehört zum Arrondissement Lannion und zum Kanton Plestin-les-Grèves. Die Einwohner werden Loguiviens genannt.

## Geographie
Loguivy-Plougras liegt etwa 53 Kilometer westlich von Saint-Brieuc. Umgeben wird Loguivy-Plougras von den Nachbargemeinden Plounérin im Nordwesten und Norden, Plounévez-Moëdec im Norden und Nordosten, Loc-Envel im Osten, Plougonver im Südosten, La Chapelle-Neuve im Süden, Lohuec im Südwesten sowie Plougras im Westen.

## Bevölkerungsentwicklung
| Jahr                       | 1962 | 1968 | 1975 | 1982 | 1990 | 1999 | 2006 | 2019 |
| Einwohner                  | 1833 | 1604 | 1367 | 1190 | 1021 | 1002 | 963  | 813  |
| Quellen: Cassini und INSEE |      |      |      |      |      |      |      |      |

## Sehenswürdigkeiten
- Kirche Saint-Émilion, erbaut im 16. Jahrhundert, seit 1912 Monument historique
- Kapelle Notre-Dame in Le Dresnay, Ende des 16. Jahrhunderts erbaut, seit 1955 Monument historique
- Kapelle Saint-Ivy, 1860–1864 wieder errichtet
- Kapelle Sainte-Catherine in Kerroué
- Herrenhaus von Keroué, während der Religionskriege im 16. Jahrhundert erbaut, seit 1927/1993 Monument historique
- Wallburg in Beffou
- Die Allée couverte du Brohet liegt im Forêt de Beffou in Loguivy-Plougras.

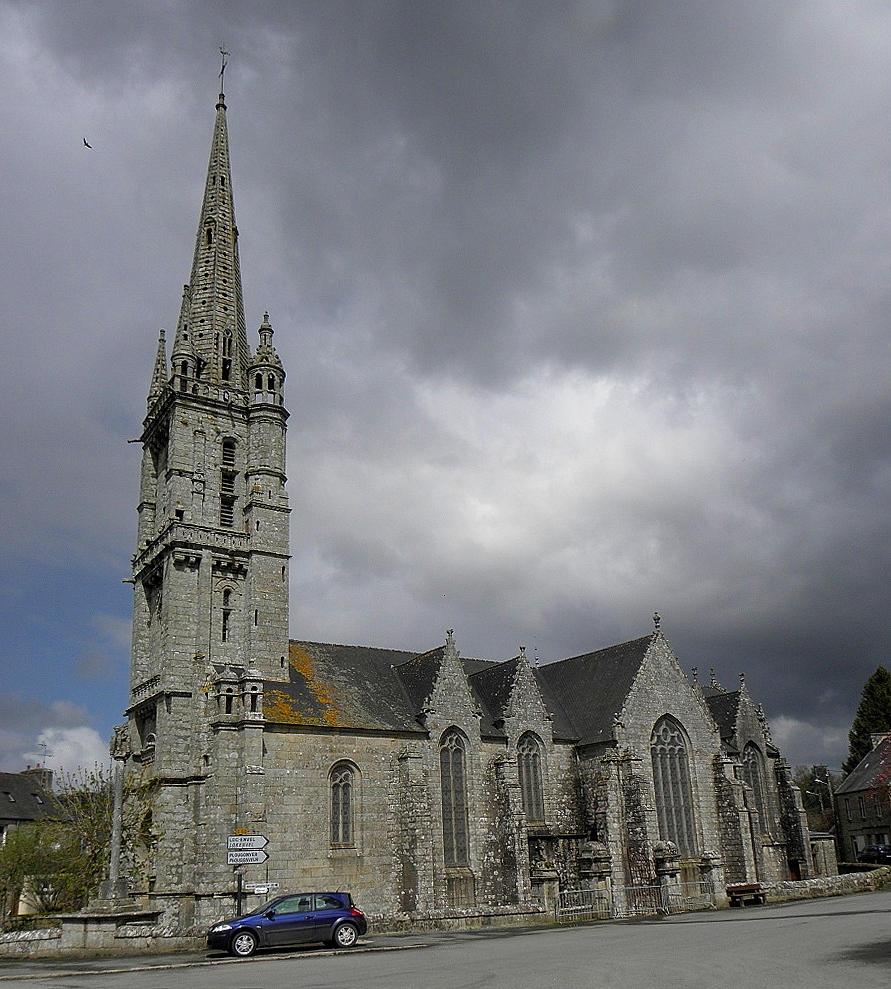
Kirche Saint-Émilion
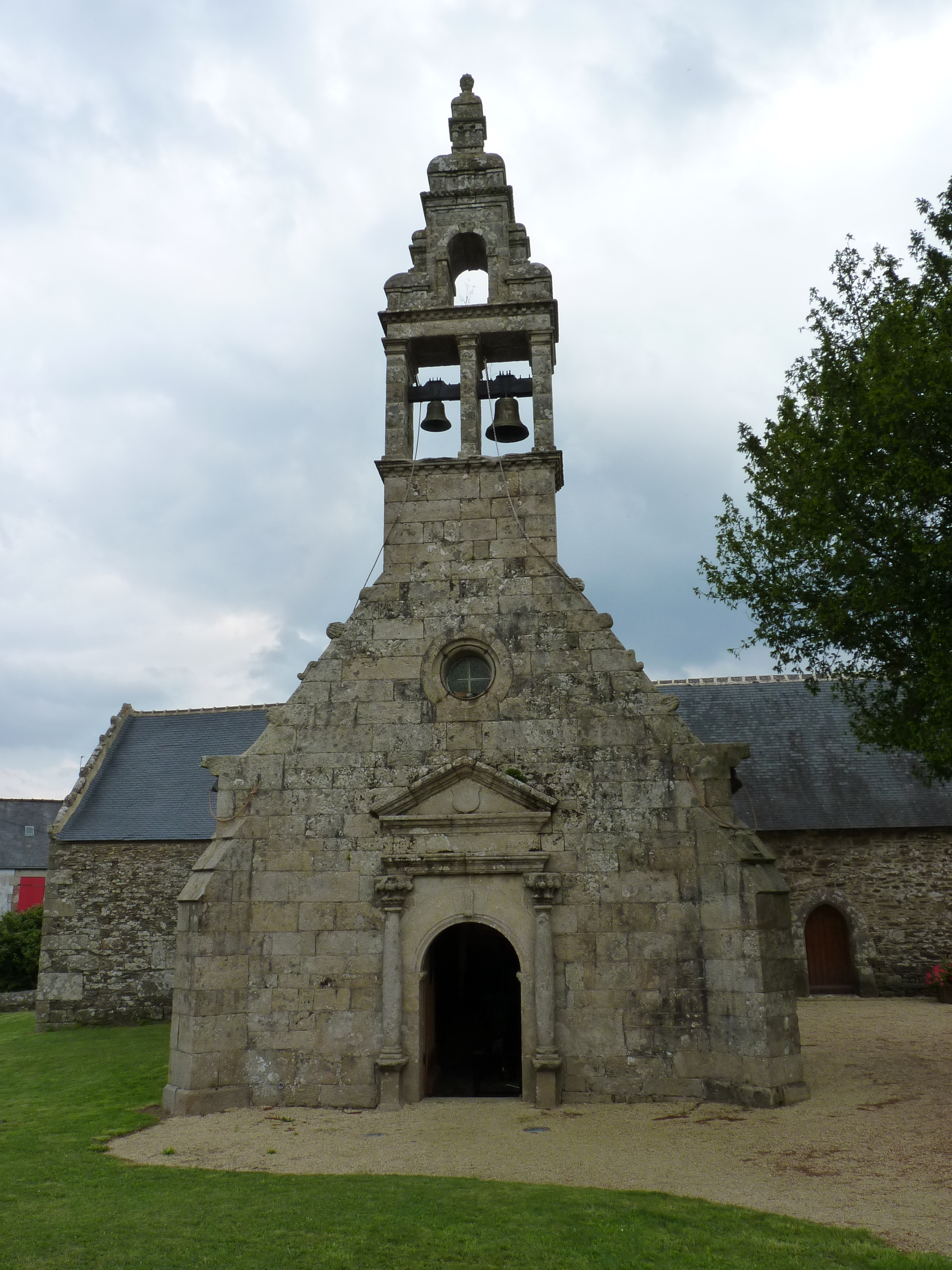
Kapelle Notre-Dame
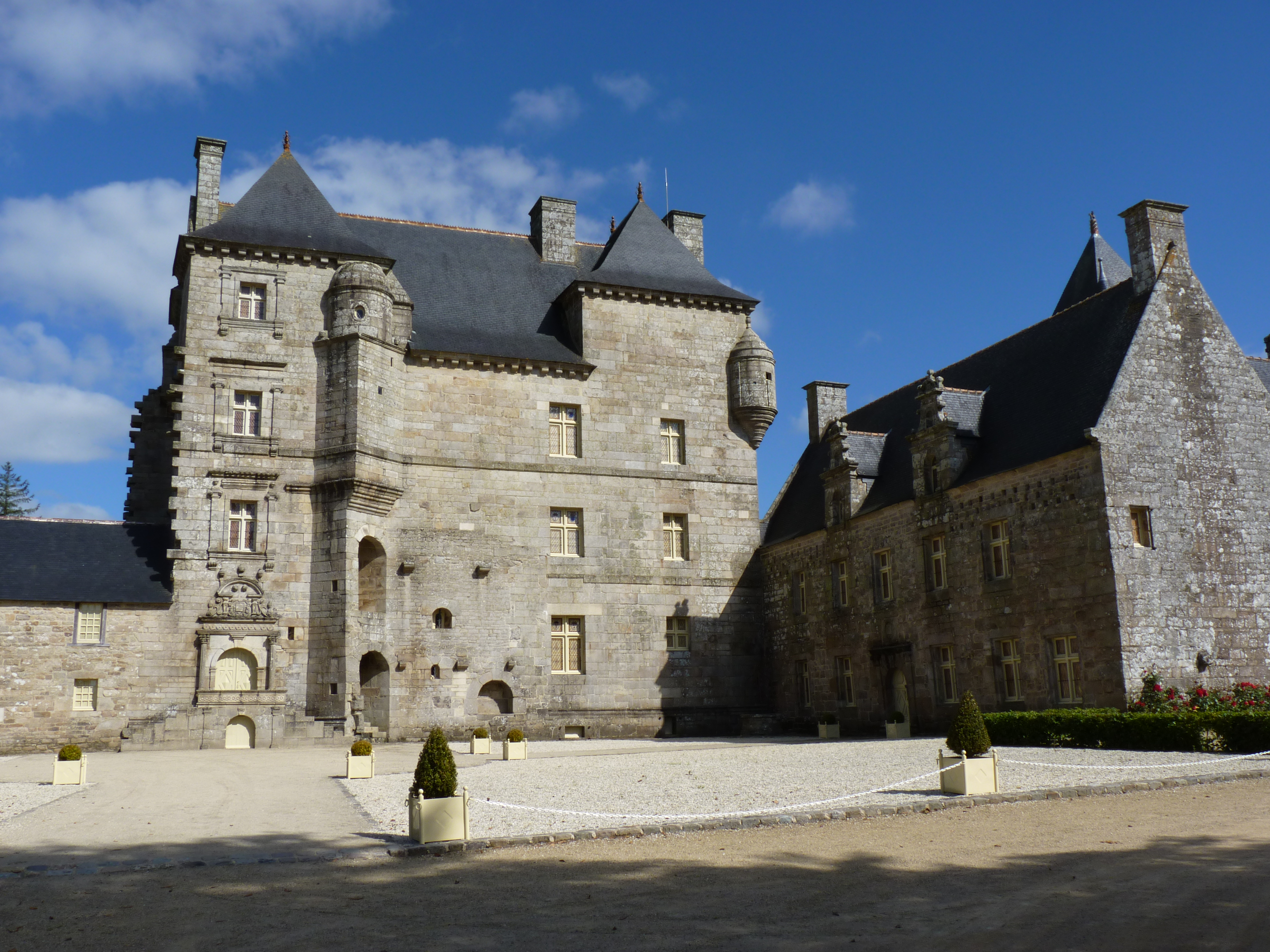
Herrenhaus von Kéroué